# Roger Leloup

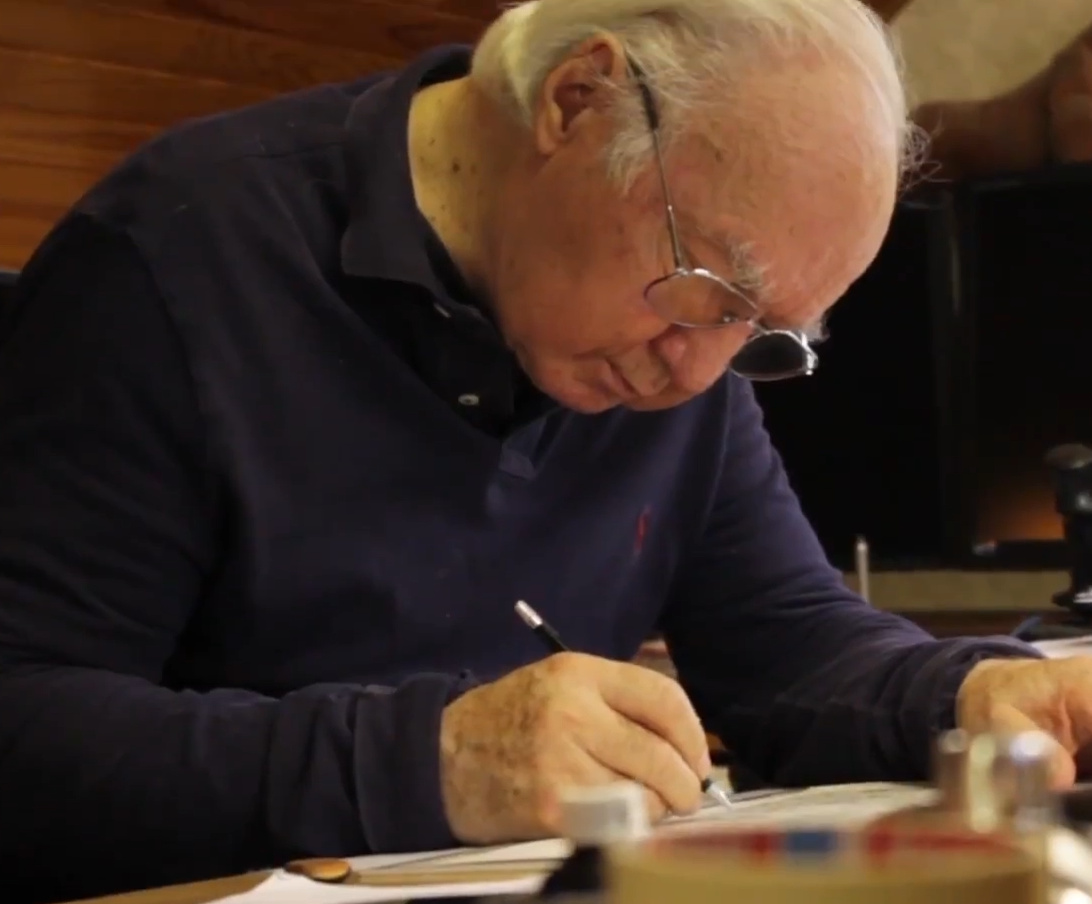
Roger Leloup, 2017

Roger Leloup (* 17. November 1933 in Verviers) ist ein belgischer Comiczeichner.

## Werdegang
Leloup zeichnete sein erstes Comic um 1953 und arbeitete ab 1950 mit Jacques Martin an dessen Serie Alix. Von ca. 1955 bis 1969 verhalf Leloup beim Studio Hergé den Comics der Serie Tim und Struppi zu mehr technischen Details.
Sein nächstes Projekt für das Comicmagazin Spirou sollte sein Lebenswerk werden: die Comics um die japanische Elektronikspezialistin Yoko Tsuno. Der mittlerweile über 90-jährige Roger Leloup arbeitet auch heute noch kontinuierlich an dieser international erfolgreichen Serie, von der bislang (Stand 2022) 30 Alben erschienen. Alle 30 Bände sind in deutscher Sprache mit umfangreichem Zusatzmaterial zur Entstehung der Alben auch als Gesamtausgabe erhältlich. Die ersten acht Hardcover-Alben sind nicht chronologisch, sondern thematisch aufgegliedert; das neunte umfasst die Alben 25 bis 27 und das zehnte die Alben 28 bis 30. Einzelhefte sind, außer dem letzten Band, in deutscher Übersetzung nur noch antiquarisch zu bekommen.
1989 veröffentlichte Leloup mit Le pic des ténèbres (wörtlich: Der Gipfel der Dunkelheit) seinen ersten Roman. In dieser Science-Fiction-Geschichte verschlägt es im Jahr 1313 die Androidin Tyo auf die Erde, wo sie die Gestalt einer jungen Frau namens Ambre kopiert und sich dann gemeinsam mit Ambre auf die Suche nach dem „Prinzen des Lichts“, einem außer Kontrolle geratenen anderen Androiden macht. Der Roman gewann 1990 den Grand Prix de l’Imaginaire als bester Jugendroman. 20 Jahre später schrieb Leloup eine Fortsetzung zu Le pic des ténèbres unter dem Titel Le signe de Kadha, die aber bisher unveröffentlicht ist.
1991 legte Roger Leloup ergänzend zur Comicserie einen Roman über die Jugend seiner fiktiven Heldin Yoko Tsuno vor. Er ist unter dem Titel L’Écume de l’aube bisher nur in französischer Sprache erschienen.

## Werke
- Tim und Struppi (1954–1967)
- Alix (1957–1971)
- Yoko Tsuno (seit 1970)
- Le pic des ténèbres (Roman, 1989)
- L’Écume de l’aube (Roman, 1991)
- Le signe de Kadha (Roman, 2012); bisher unveröffentlicht